# Kılavuzlar (Karamanlı)
Kılavuzlar – wieś w Turcji, w prowincji Burdur, w dystrykcie Karamanlı. W 2015 roku wieś zamieszkiwało 468 mieszkańców.

## Klimat
Wioska znajduje się w klimacie śródziemnomorskim z gorącym i suchym latem oraz łagodną i deszczową zimą.

## Demografia
Tabela ludności wsi z uwzględnieniem liczby kobiet i mężczyzn:
| Rok  | Populacja | Populacja | Populacja |
| Rok  | całkowita | kobiet    | mężczyzn  |
| ---- | --------- | --------- | --------- |
| 2012 | 443       | 224       | 219       |
| 2011 | 453       | 233       | 220       |
| 2000 | 564       | 295       | 269       |
| 1990 | 656       | 351       | 305       |

Wykres liczby ludności wsi: